# Dissotrocha pectinata
Dissotrocha pectinata är en hjuldjursart som beskrevs av Murray 1911. Dissotrocha pectinata ingår i släktet Dissotrocha och familjen Philodinidae. Inga underarter finns listade i Catalogue of Life.